# Bělušice (okres Kolín)
Bělušice (německy Bieluschitz) jsou obec ležící v okrese Kolín asi 11 km severovýchodně od Kolína. Žije zde 318 obyvatel.
Bělušice je také název katastrálního území o rozloze 2,55 km².

## Název
Název vesnice je odvozen z osobního jména Bělúš ve významu ves lidí Bělúšových. V historických pramenech se jméno objevuje ve tvarech: Byelussicz (1356–1360), „in Byelussiczych“ (1415), v Bělušicích (1497) a Bieluschitz (1837).

## Historie
První písemná zmínka o vesnici pochází z roku 1356.

## Obyvatelstvo
| Rok            | 1869 | 1880 | 1890 | 1900 | 1910 | 1921 | 1930 | 1950 | 1961 | 1970 | 1980 | 1991 | 2001 | 2011 | 2021 |
| -------------- | ---- | ---- | ---- | ---- | ---- | ---- | ---- | ---- | ---- | ---- | ---- | ---- | ---- | ---- | ---- |
| Počet obyvatel |      | 425  | 450  | 450  | 466  | 454  | 445  | 381  | 338  | 311  | 271  | 244  | 238  | 269  | 309  |
| Počet domů     |      | 84   | 91   | 85   | 88   | 88   | 95   | 100  | 96   | 96   | 91   | 117  | 119  | 124  | 132  |

## Obecní správa

### Územněsprávní začlenění
Dějiny územněsprávního začleňování zahrnují období od roku 1850 do současnosti. V chronologickém přehledu je uvedena územně administrativní příslušnost obce v roce, kdy ke změně došlo:
- 1850 země česká, kraj Pardubice, politický i soudní okres Kolín[9]
- 1855 země česká, kraj Čáslav, soudní okres Kolín
- 1868 země česká, politický i soudní okres Kolín
- 1869–1890 země česká, politický i soudní okres Kolín, město Týnec nad Labem[10]
- 1939 země česká, Oberlandrat Kolín, politický i soudní okres Kolín[11]
- 1942 země česká, Oberlandrat Praha, politický i soudní okres Kolín[12]
- 1945 země česká, správní i soudní okres Kolín[13]
- 1949 Pražský kraj, okres Kolín[14]
- 1960 Středočeský kraj, okres Kolín
- 2003 Středočeský kraj, obec s rozšířenou působností Kolín

### Obecní symboly
Znak a vlajka byly obci uděleny rozhodnutím předsedy Poslanecké sněmovny Parlamentu České republiky dne 21. dubna 2020.

## Společnost

### Rok 1932
V obci Bělušice (486 obyvatel) byly v roce 1932 evidovány tyto živnosti a obchody: výroba cementového zboží, 2 hostince, kolář, kovář, 2 krejčí, obchod s ovocem a zeleninou, 2 řezníci, 2 obchody se smíšeným zbožím, švadlena, trafika.

## Doprava
Dopravní síť
- Pozemní komunikace – Do obce vedou silnice III. třídy. Po 4 km lze najet na silnici II/322 Přelouč - Týnec nad Labem - Kolín.
- Železnice – Železniční trať ani stanice na území obce nejsou. Nejblíže obci je železniční zastávka Týnec nad Labem ve vzdálenosti 4,5 km ležící na trati 010 mezi Kolínem a Pardubicemi.

Veřejná doprava 2011
- Autobusová doprava – V obci měly zastávky příměstské autobusové linky Kolín-Týnec nad Labem-Uhlířská Lhota/Radovesnice II (v pracovních dnech 6 spojů, o víkendu 2 spoje, dopravce Okresní autobusová doprava Kolín).

## Galerie

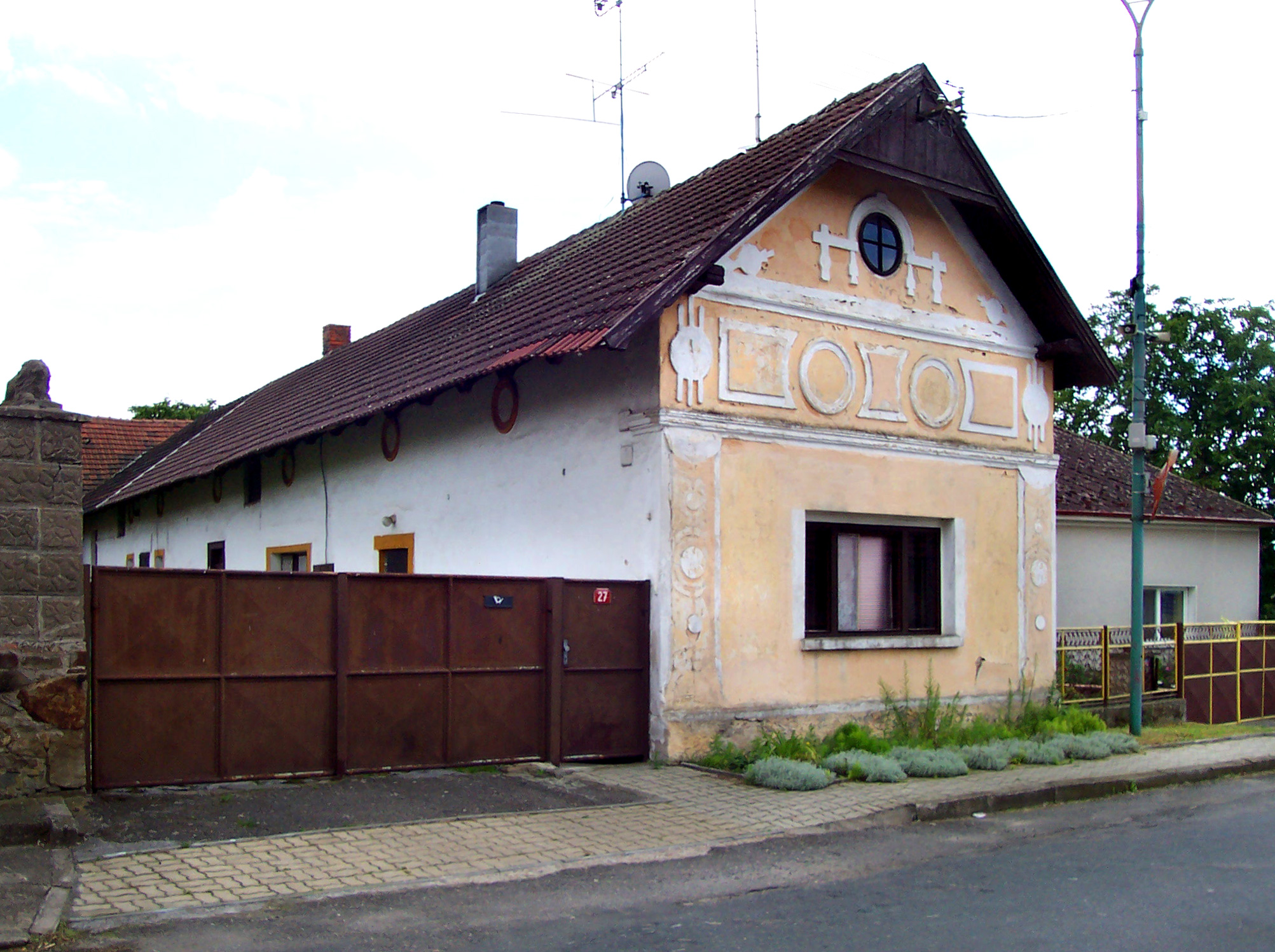
Bývalý statek
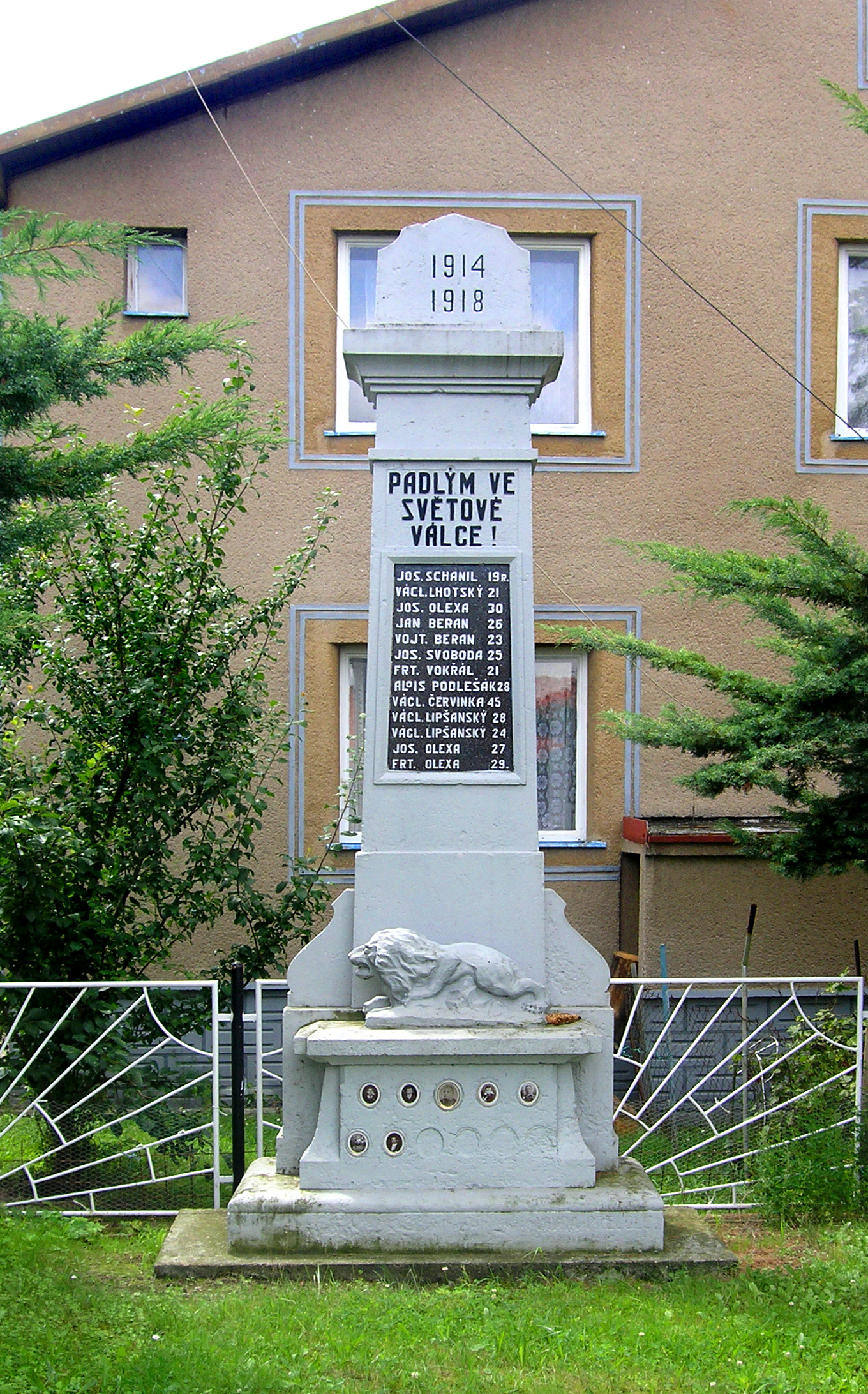
Pomník obětem první světové války
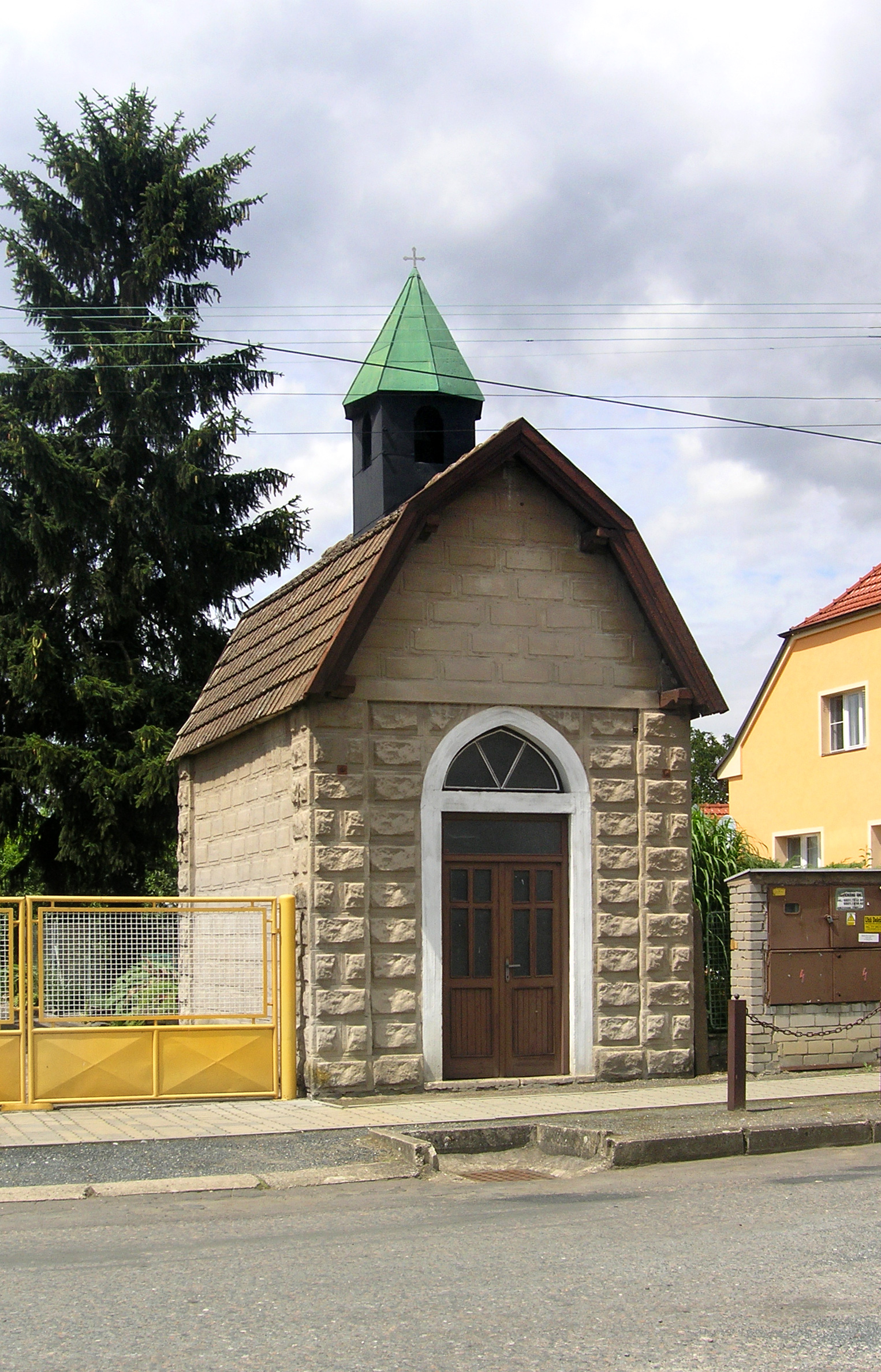
Betonová kaplička
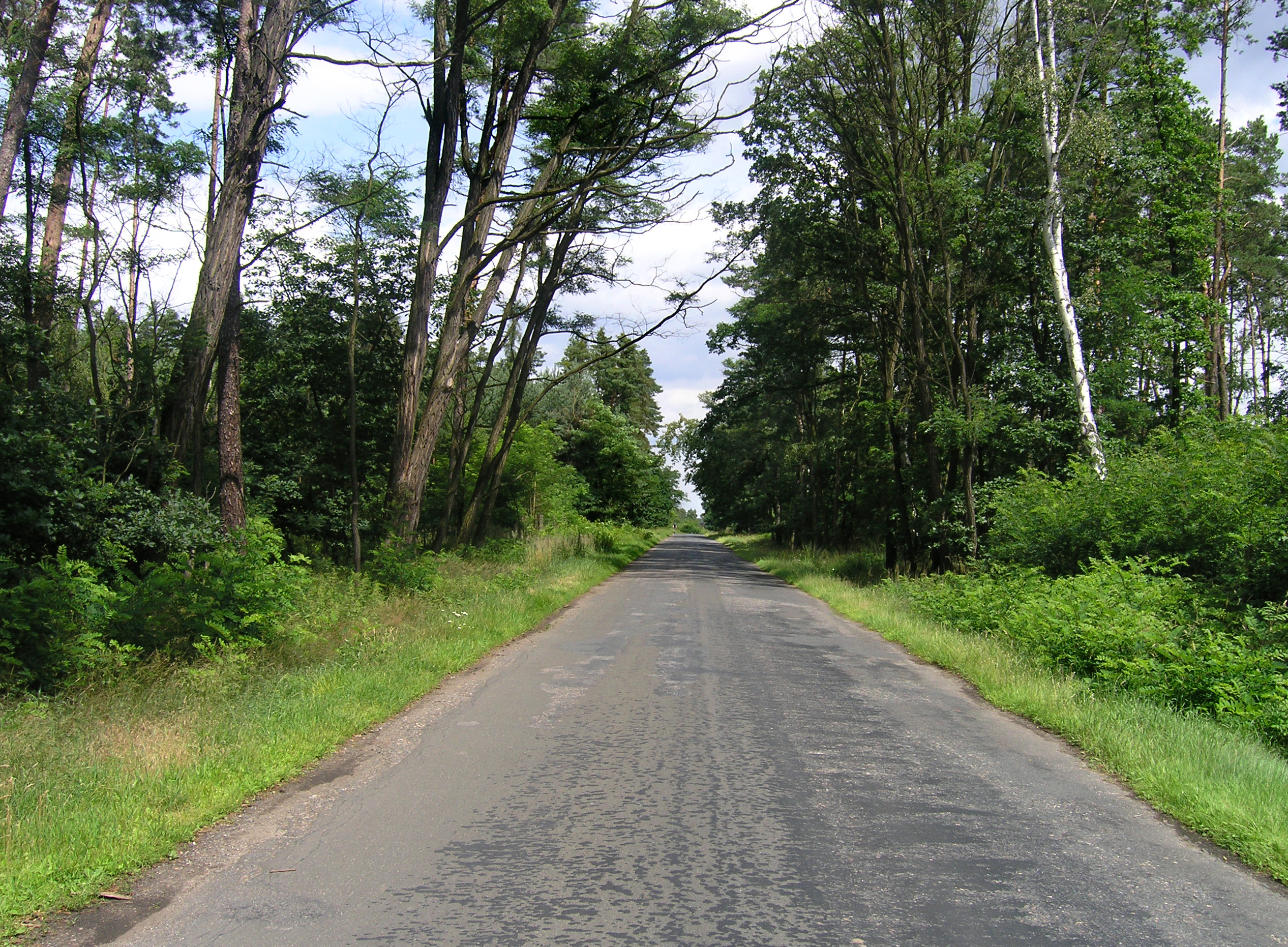
Silnice do Konárovic